# Liste der Mitglieder der Länderkammer der DDR (1. Wahlperiode)
Diese Liste gibt einen Überblick über alle Mitglieder der Länderkammer der DDR  in ihrer 1. Wahlperiode von 1950 bis 1954.
Die Länderkammer der DDR konstituierte sich am 9. November 1950 in Berlin. Die Anzahl der Abgeordneten wurde durch die Hinzunahme der Fraktionen von DBD, NDPD, FDGB, VVN, DFD, FDJ, SDA, VdgB und Genossenschaften auf 50 erhöht. Hinzu kamen noch 13 Berliner Vertreter.

## Zusammensetzung nach Fraktionen
| Fraktion         | Sitze der DDR-Vertreter | Sitze der Berliner Vertreter | Sitze gesamt |
| ---------------- | ----------------------- | ---------------------------- | ------------ |
| SED              | 13                      | 4                            | 17           |
| CDU              | 8                       | 1                            | 9            |
| LDPD             | 8                       | 1                            | 9            |
| NDPD             | 4                       | 1                            | 5            |
| DBD              | 4                       | -                            | 4            |
| FDGB             | 5                       | 1                            | 6            |
| FDJ              | 2                       | -                            | 2            |
| DFD              | 2                       | 1                            | 3            |
| VVN              | 1                       | 1                            | 2            |
| Kulturbund       | 1                       | 1                            | 2            |
| Genossenschaften | 1                       | 1                            | 2            |
| VdgB             | 1                       | -                            | 1            |
| SDA              | -                       | 1                            | 1            |
| gesamt           | 50                      | 13                           | 63           |

## Zusammensetzung nach Ländern
| Land                         | Sitze |
| ---------------------------- | ----- |
| Mecklenburg                  | 7     |
| Brandenburg                  | 9     |
| Sachsen-Anhalt               | 11    |
| Sachsen                      | 13    |
| Thüringen                    | 10    |
| gesamt                       | 50    |
| Berlin mit beratender Stimme | 13    |

## Präsidium
- Präsident der Länderkammer
 Reinhold Lobedanz (CDU)
- Stellvertreter des Präsidenten
Dietrich Besler (DBD)
August Frölich (SED)
Erich Hagemeier (LDPD)
Hans Luthardt (NDPD)
- Beisitzer im Präsidium
Hilde Luksch (DFD)
Ingeborg Niemand (FDGB)

## Abgeordnete
| Name                                  | Fraktion         | Land                  | Funktion                                                                 | Anmerkungen                                                                    |
| ------------------------------------- | ---------------- | --------------------- | ------------------------------------------------------------------------ | ------------------------------------------------------------------------------ |
| Ilse Adler                            | FDGB             | Sachsen-Anhalt        |                                                                          |                                                                                |
| Martha Becker                         | VVN              | Sachsen               | MdL Sachsen, Mitglied im Landesvorstand der VVN                          |                                                                                |
| Hertha Bergmann                       | FDJ              | Sachsen               | MdL Sachsen, Mitglied im Landesvorstand der SED, Mitglied des ZK der SED |                                                                                |
| Dietrich Besler                       | DBD              | Brandenburg           | Landesminister für Land- und Forstwirtschaft, MdL Brandenburg            |                                                                                |
| Paul-Erich Blank                      | LDPD             | Thüringen             | MdL Thüringen                                                            |                                                                                |
| Carl Broßmann                         | CDU              | Sachsen-Anhalt        | Mitglied des Hauptvorstandes der CDU                                     |                                                                                |
| Berta Buder                           | SED              | Sachsen-Anhalt        |                                                                          |                                                                                |
| Martha Chwalek                        | SED              | Berlin                | Hauptamtsleiterin                                                        |                                                                                |
| Alfred Crimmann                       | CDU              | Thüringen             | Mitglied des Hauptvorstandes der CDU                                     | kein Landtagsmandat, aus Arnstadt                                              |
| Philipp Daub                          | SED              | Sachsen-Anhalt        | MdL Sachsen-Anhalt, Oberbürgermeister von Magdeburg                      |                                                                                |
| Martin Dietrich                       | LDPD             | Berlin                |                                                                          | Nachfolger für den verstorbenen Reinhold Schwarz                               |
| Wilhelm Döring                        | LDPD             | Thüringen             | MdL Thüringen, stellvertr. Landesvorsitzender der LDPD                   | 1953 Flucht nach Westdeutschland                                               |
| Ruth Ermer                            | Genossenschaften | Sachsen               |                                                                          |                                                                                |
| Richard Eyermann                      | SED              | Thüringen             | MdL Thüringen                                                            |                                                                                |
| Erich Franke                          | SED              | Sachsen               |                                                                          | im Herbst 1951 für den Abg. Haufe nachgerückt                                  |
| Egbert von Frankenberg und Proschlitz | NDPD             | Thüringen             | MdL Thüringen                                                            | 1951 Rückgabe des Mandats wegen Nachrückens in die Volkskammer                 |
| Hans-Joachim Friedländer              | DBD              | Mecklenburg           | MdL Mecklenburg                                                          |                                                                                |
| August Frölich                        | SED              | Thüringen             | Präsident des thüringischen Landtags                                     |                                                                                |
| Werner Gast                           | CDU              | Thüringen             | MdL Thüringen                                                            |                                                                                |
| Karl Gottfried                        | CDU              | Sachsen               | MdL Sachsen                                                              |                                                                                |
| Karl Grobbel                          | CDU              | Brandenburg           | Landesminister für Handel und Versorgung                                 | am 14. August 1953 von seinen Parteiämtern entbunden                           |
| Helfried Grope                        | NDPD             | Sachsen-Anhalt        | MdL Sachsen-Anhalt                                                       |                                                                                |
| Heinz Gutsche                         | SED              | Berlin                | Schlosser                                                                |                                                                                |
| Margarete Haase                       | FDGB             | Mecklenburg           |                                                                          |                                                                                |
| Erich Hagemeier                       | LDPD             | Sachsen-Anhalt        |                                                                          |                                                                                |
| Kurt Haufe                            | SED              | Sachsen               |                                                                          | Niederlegung des Mandats am 20. September 1951                                 |
| Otto Heimstädt                        | Kulturbund       | Sachsen-Anhalt        |                                                                          |                                                                                |
| Martin Henze                          | CDU              | Sachsen-Anhalt        |                                                                          | Mandatsniederlegung im Herbst 1952                                             |
| Else Herbel                           | DFD              | Brandenburg           |                                                                          |                                                                                |
| Ernst Hilzheimer                      | LDPD             | Mecklenburg           | MdL Mecklenburg                                                          |                                                                                |
| Werner Hintze                         | CDU              | Berlin                | Stadtrat in Ostberlin                                                    |                                                                                |
| Gebhard Jaskola                       | CDU              | Sachsen               | ab 1952 stellvertr. Vorsitzender des Rates des Bezirkes Dresden          |                                                                                |
| Erna Judek                            | DFD              | Berlin                |                                                                          | nachgerückt für Martha Chwalek                                                 |
| Hedwig Keil                           | SED              | Mecklenburg           |                                                                          |                                                                                |
| Horst Kernchen                        | LDPD             | Sachsen-Anhalt        |                                                                          |                                                                                |
| Gustav Kösling                        | SED              | Berlin                |                                                                          | nachgerückt für Waldemar Schmidt                                               |
| Hans Kohler                           | Kulturbund       | Berlin                | Chefarzt im Krankenhaus Friedrichshain                                   |                                                                                |
| Erwin Koslowsky                       | FDGB             | Berlin                |                                                                          | nachgerückt für Willy Lehmann                                                  |
| Willy Lehmann                         | FDGB             | Berlin                |                                                                          |                                                                                |
| Klara Leibig                          | NDPD             | Sachsen               |                                                                          |                                                                                |
| Arno von Lenski                       | NDPD             | Berlin                | Mitarbeiter im Hauptvorstand der NDPD                                    |                                                                                |
| Julius Leymann                        | SED              | Berlin                | Student                                                                  |                                                                                |
| Reinhold Lobedanz                     | CDU              | Mecklenburg           | MdL Mecklenburg, MdV                                                     |                                                                                |
| Hans Lohrisch                         | NDPD             | Brandenburg           | MdL Brandenburg, bis 1951 MdV                                            | am 16. November 1951 vom Landtag Brandenburg nachgewählt für den Abg. Luthardt |
| Otto Loos                             | CDU              | Sachsen-Anhalt        |                                                                          | im Herbst 1952 für den Abg. Henze nachgerückt                                  |
| Hilda Luksch                          | DFD              | Sachsen               |                                                                          |                                                                                |
| Hans Luthardt                         | NDPD             | Brandenburg/Thüringen | MdL Brandenburg (1950–1951), MdL Thüringen (1951–1952)                   | stellvertretender Präsident Fraktionsvorsitzender                              |
| Ernst Mannsfeld                       | LDPD             | Sachsen               | Vizepräsident des Sächsischen OLG in Dresden                             | am 30. März 1953 verstorben                                                    |
| Erna Meier                            | DBD              | Sachsen-Anhalt        |                                                                          | für den Abg. Rothe nachgerückt                                                 |
| Otto Meier                            | SED              | Brandenburg           | Präsident des brandenburgischen Landtages                                |                                                                                |
| Carl Mühlmann                         | LDPD             | Brandenburg           | MdL Brandenburg                                                          |                                                                                |
| Felix Müller                          | Genossenschaften | Berlin                | 1. Vors. der Berliner Konsum-Genossenschaften                            |                                                                                |
| Arnold Munter                         | SDA              | Berlin                | Stadtrat in Berlin                                                       |                                                                                |
| Alfred Naumann                        | LDPD             | Sachsen               | LDPD-Kreisvorsitzender in Meißen                                         | im Frühjahr 1953 Flucht nach Westdeutschland                                   |
| Robert Neddermeyer                    | VdgB             | Brandenburg           | MdL Brandenburg                                                          |                                                                                |
| Ingeborg Niemand                      | FDGB             | Brandenburg           |                                                                          |                                                                                |
| Martin Raabe                          | FDGB             | Sachsen               |                                                                          |                                                                                |
| Hermann Rothe                         | DBD              | Sachsen-Anhalt        | am 23. Februar 1952 verstorben                                           |                                                                                |
| Margarete Schahn                      | SED              | Brandenburg           |                                                                          |                                                                                |
| Walter Schlosser                      | SED              | Sachsen               |                                                                          |                                                                                |
| Martin Schmidt                        | SED              | Berlin                | Stadtrat für Finanzen                                                    |                                                                                |
| Waldemar Schmidt                      | SED              | Berlin                | Präsident der Berliner Volkspolizei                                      |                                                                                |
| Erika Scholz                          | Genossenschaften | Berlin                |                                                                          | nachgerückt für Felix Müller                                                   |
| Michael Schröder                      | SED              | Sachsen-Anhalt        | Präsident des Landtages von Sachsen-Anhalt                               |                                                                                |
| Wilhelm Schröder                      | DBD              | Thüringen             | MdL Thüringen, Minister für Land- und Forstwirtschaft der DDR            |                                                                                |
| Reinhold Schwarz                      | LDPD             | Berlin                | Bürgermeister                                                            | am 29. Februar 1952 verstorben                                                 |
| Ewald Sczcodry                        | VVN              | Berlin                |                                                                          | nachgerückt für Paul Wolff                                                     |
| Gertrud Spielmann                     | SDA              | Berlin                |                                                                          | nachgerückt für Arnold Munter                                                  |
| Helmut Störmer                        | SED              | Thüringen             |                                                                          |                                                                                |
| Kurt Tschammer                        | FDGB             | Thüringen             |                                                                          |                                                                                |
| Walter Weidauer                       | SED              | Sachsen               | MdL Sachsen, Oberbürgermeister von Dresden                               |                                                                                |
| Paul Wolff                            | VVN              | Berlin                | Stadtrat in Berlin                                                       |                                                                                |
| Ursula Wulff                          | FDJ              | Mecklenburg           |                                                                          |                                                                                |

## Quelle
- Wer war wer in der DDR?